# Quartier Europe - Nouveau-Bassin
Pour les articles homonymes, voir Quartier européen.
Le quartier Europe - Nouveau-Bassin- est un quartier de Mulhouse intra muros, traditionnellement divisé en deux secteurs urbains :
- Le secteur du Boulevard de l'Europe, allant de la Porte Jeune jusqu'au Nouveau Bassin, qui est un centre commercial et administratif ainsi qu'un pôle de correspondance entre deux lignes de tramway de la ville.
- Le secteur du Nouveau Bassin, autour d'un vaste bassin, qui est lui surtout destiné aux loisirs (cinéma, promenade, activités sportives matinales) avec une activité tertiaire non négligeable[1].

Organisé tout en longueur, de part et d'autre du boulevard de l'Europe et du Nouveau Bassin, il forme une limite sociologique entre des quartiers plus aisés de la ville (Rebberg, Nordfeld, centre historique) au sud et les secteurs en difficulté du Péricentre au nord.

## Monuments et points d'intérêt
- Tour de l'Europe, gratte-ciel construit en 1972
- Centre commercial Porte Jeune
- Lycée Cluny
- La Filature (salle de spectacles)
- Tribunaux et prison de Mulhouse
- Complexe cinématographique Kinepolis
- Les Colonnes de Raynaud (sculpture contemporaine)

## Transport
À Porte Jeune se situe le cœur du réseau de tramway de Mulhouse avec un accès aux trois lignes, ainsi qu'au tram-train Mulhouse-Vallée de la Thur. Le quartier est également desservi en d'autres points par la ligne 2 du tramway de Mulhouse aux stations Nordfeld, Lefebvre et Nouveau Bassin. Ce dernier arrêt dispose d'un Parking Relais (P+tram) (parking du complexe cinématographique) pour déposer son véhicule à l'entrée de la ville et prendre le tramway.